# پاسکال براکنر
پاسکال بروکنر (فرانسوی: Pascal Bruckner‎؛ زادهٔ ۱۵ دسامبر ۱۹۴۸) یک نویسنده، و پدیدآور اهل فرانسه است.